# Берегова лінія Австралії

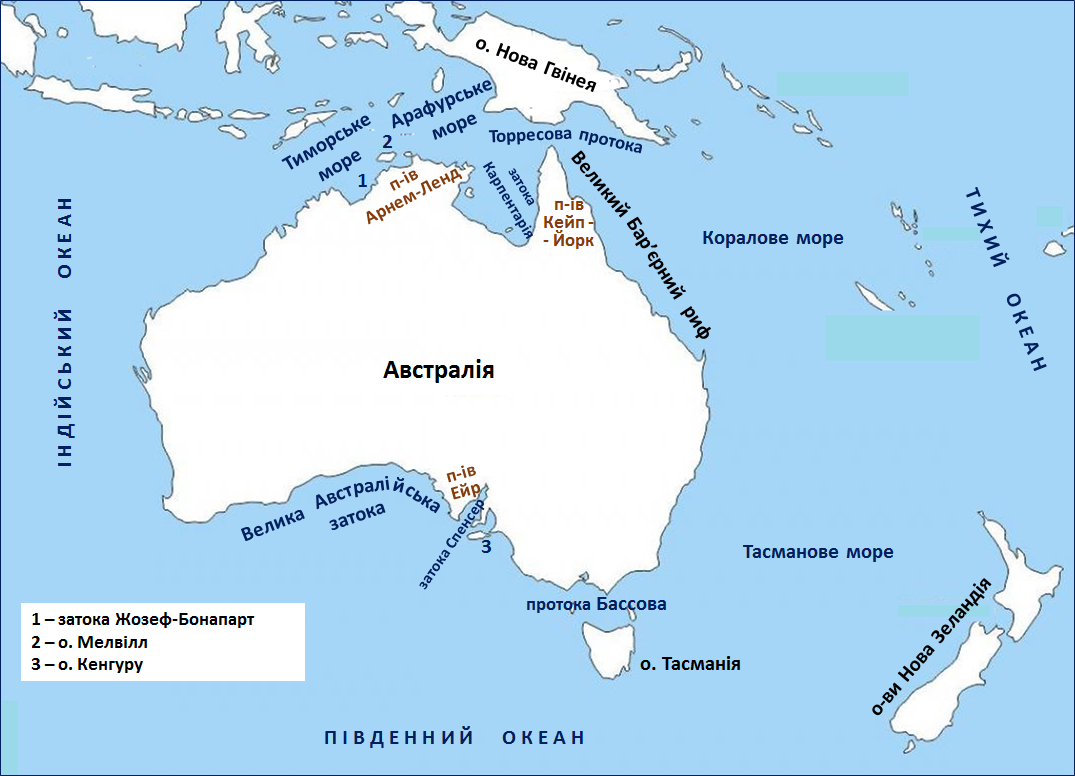
Берегова лінія Австралії

Австралія — материк, який омивають води Індійського, Південного та Тихого океанів. Берегова лінія Австралії формувалась через тектонічні рухи літосферних плит, зміни рівня Світового океану, дії припливів та відпливів, абразійних процесів тощо. Довжина берегової лінії материка Австралії дорівнює 19 600 км, 25 780 км— з островом Тасманія, 47 000 — з додаванням усіх прибережних островів. Уздовж берегової лінії Австралії розташовано понад 10 000 пляжів.
Берегова лінія Австралії серед інших материків має дуже прості обриси.

## Моря
Із півночі береги Австралії омивають води Тиморського та Арафурського середземних морів. На сході Австралію омивають Коралове й Тасманове окраїнні моря.

## Затоки
Материк Австралія має тільки дві великі затоки. На півночі материка розташована затока Карпентарія, а на півдні — Велика Австралійська затока. З невеликих заток біля материка є на півдні затока Спенсер, на півночі — затока Жозеф-Бонапарт.

## Півострови
Великі півострови Австралії розмішені на півночі материку. Це — Кейп-Йорк та Арнемленд. Між Великою Австралійською затокою та затокою Спенсер розташовано півострів Ейр.

## Острови
Біля берегів Австралії розташовано 8000 островів. Вони мають материкове, вулканічне та коралове походження. Близько 400 000 км2 приходиться на коралові острови та рифи. Особливістю східного узбережжя є найбільша у світі система коралових рифів — Великий Бар'єрний риф, який протягнувся на 2000 кілометрів уздовж східного берега. Велика кількість коралових атолів та рифів розташовано також біля північних та західних (до 30о пн.ш) берегів.
На південному сході знаходиться найбільший острів Австралії — Тасманія (68 401 км²). Другим по площі островом Австралії є Мелвілл (5786 км²), а третім за величиною — Кенгуру (4405 км²). Біля материка Австралія розташовано острів Нова Гвінея. Усі вони материкового походження

## Протоки
Острів Нова Гвінея відокремлено від материка Австралія Торресовою протокою. Неглибока Бассова протока відділяє острів Тасманія від материку.

## Особливість берегової лінії
Берегова лінія в Австралії різноманітна. Вона має зони зі скелями, піщаними пляжами та дюнами, лиманами та мангровими лісами. Більше за все порізана берегова лінія північного узбережжя.
Берега Австралії мають мало бухт для створення морських портів. Найзручніші бухти розташовані на південному сході материка. Тут знаходяться великі морські порти: Сідней, Брисбен та Мельбурн.